# トール・ハウス・イン
トール・ハウス・イン (Toll House Inn) は、1930年にケネス・ウェイクフィールド (Kenneth Wakefield) とルース・グレイヴス・ウェイクフィールドの夫妻が創業した、かつてマサチューセッツ州ホイットマンにあった宿屋。

## 歴史
建物は1984年に火災で消失し、跡地には今も看板が立っているが、その名称や看板に反し、この場所が「トール・ハウス (toll house)＝料金所」だったことはなく、建物が建てられたのも看板にある1709年ではなく1817年であった。「トール・ハウス」も「1709年」も、マーケティング戦略のひとつであった。
ルース・ウェイクフィールドは、ひとりで食事の提供を切り盛りし、特に彼女が作るデザートが地元で評判を呼んだ。1936年、バター・ドロップ・ドー・クッキー (butter drop dough cookie) のレシピを応用し、彼女は最初のチョコチップクッキーを、ネスレ製のセミスイート・チョコレートのバーを用いて作った。
この新しいデザートは、たちまち非常に人気を呼んだ。ウェイクフィールドは、ネスレと契約し、ネスレがセミスイート・チョコレート・バーの包み紙に彼女のレシピを掲載する代わりに、一生ずっとチョコレートを供給してもらうことになった。ウェイクフィールドは、『Toll House Tried and True Recipes』と題した料理本を出版し、同書は39版を重ねた。
ウェイクフィールドは、1977年に死去し、トール・ハウス・インは1984年の大晦日にキッチンから出火した火災によって焼失した。その後も、このインは再建されなかった。ベッドフォード通り (Bedford Street) 362 番地の跡地には、歴史を記した標識が設けられ、ウェンディーズの店舗とウォルグリーンの薬局が建っている。今日では多くの食品製造業者がチョコチップクッキーを製造しているが、ネスレは今もトール・ハウス・モーゼル (Toll House Morsels) のパッケージの裏面に、ウェイクフィールドのレシピを印刷している。